# Jajuru Kaval, Challakere
Jajuru Kaval là một làng thuộc tehsil Challakere, huyện Chitradurga, bang Karnataka, Ấn Độ.